# 花車町
花車町（はなくるまちょう）は、名古屋市中村区の地名。現在の中村区名駅の一部に相当する。

## 歴史

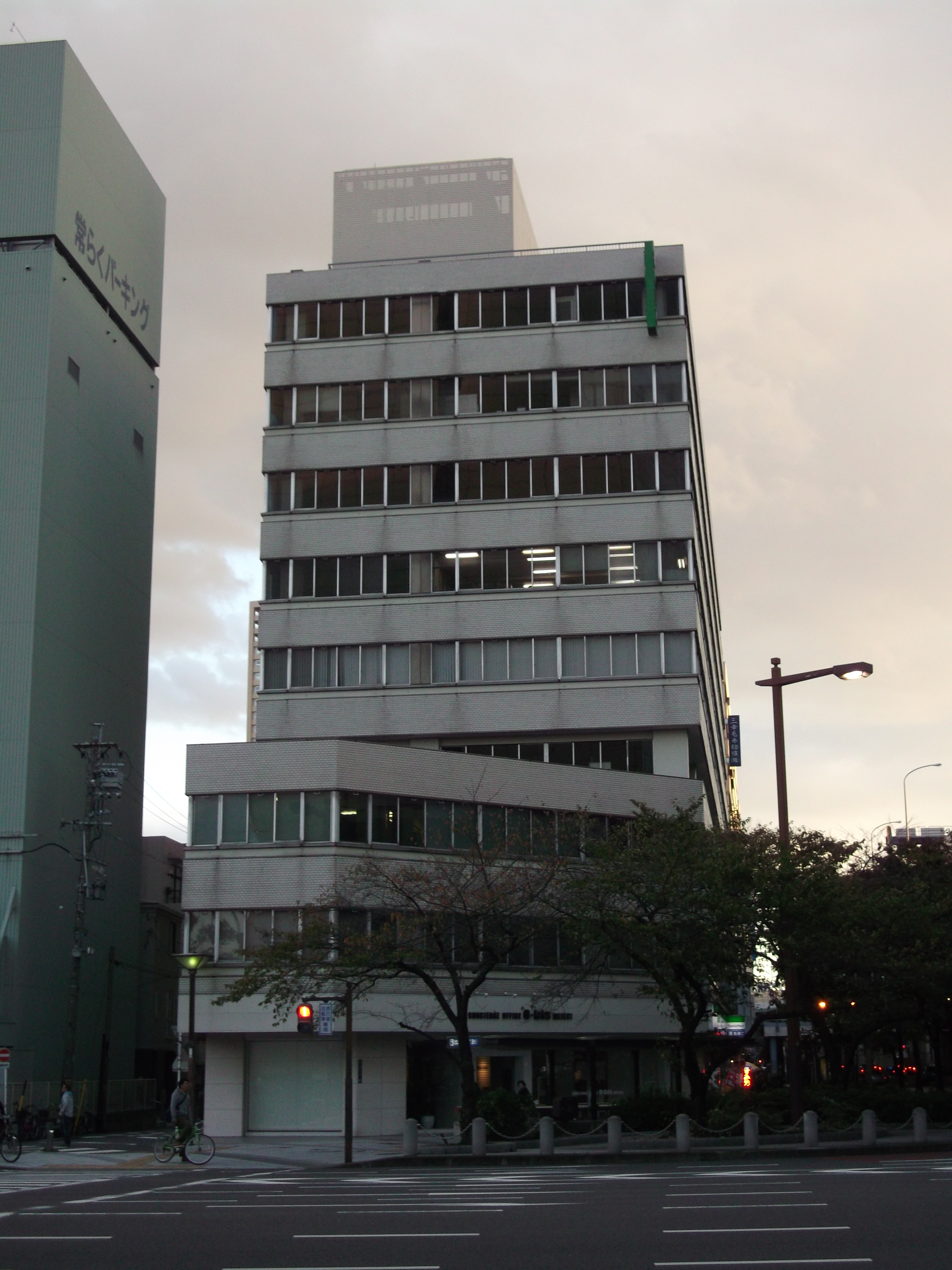
花車ビル北館（2014年11月）

当地は愛知郡広井村の一部ではあったが、江戸時代後期には既に名古屋城下町と一体の市街地となっていたという。『尾張志』によれば、神明社のあるあたりは神明町とも呼ばれていたという。尾張国丹羽郡・葉栗郡などで産する小倉生地による下駄の鼻緒生産により、履物問屋が集積した。明治時代末期から大正時代にかけては、取り扱う下駄が雑木下駄へと変わったものの、鼻緒および下駄の生産地として全国的にも栄えたという。名古屋大空襲による被害も少なく、戦後も小規模な家屋が密集する状況が続いていたため、その状況を改善するための再開発（花車ビル）が行われた。。

### 町名の由来
大須観音に馬の塔を供出した際に、花車の飾りを用意したことによるという。

### 沿革
- 1878年（明治11年）12月28日 - 広井村（中広井町）の一部により[2]、名古屋区花車町として成立[1]。
- 1889年（明治22年）10月1日 - 名古屋市成立に伴い、同市花車町となる[3]。
- 1908年（明治41年）4月1日 - 西区成立に伴い、同区花車町となる[2]。
- 1944年（昭和19年）2月11日 - 中村区に編入され、同区花車町となる[2]。
- 1977年（昭和52年）10月23日 - 住居表示の実施により、中村区名駅四丁目・五丁目の各一部に編入され、消滅[2]。

## 施設
- 神明社

## 交通

### 鉄道
1901年（明治34年）2月19日、名古屋電気鉄道押切町線（柳橋-押切町間）が開通。

## 出身者
- 坪内鋭雄 - 作家